# Вергата
Вергата (рум. Vărgata) — село у повіті Муреш в Румунії. Адміністративний центр комуни Вергата.
Село розташоване на відстані 258 км на північний захід від Бухареста, 18 км на схід від Тиргу-Муреша, 94 км на схід від Клуж-Напоки, 120 км на північний захід від Брашова.

## Населення
За даними перепису населення 2002 року у селі проживала 461 особа.
Національний склад населення села:
| Національність | Кількість осіб | Відсоток |
| -------------- | -------------- | -------- |
| угорці         | 454            | 98,5%    |
| румуни         | 6              | 1,3%     |

Рідною мовою назвали:
| Мова      | Кількість осіб | Відсоток |
| --------- | -------------- | -------- |
| угорська  | 455            | 98,7%    |
| румунська | 6              | 1,3%     |